# Kriti II
Die Kriti II war eine 1979 als New Yukari in Dienst gestellte Fähre der griechischen ANEK Lines. Sie stand auf der Strecke von Piräus nach Iraklio bis 2024 im Einsatz, ehe sie Nähe der Werft Elefsina aufgelegt wurde.

## Geschichte
Die New Yukari entstand unter der Baunummer 828 in der Werft der Koyo Dockyard in Mihara und lief am 30. März 1979 vom Stapel. Nach seiner Ablieferung an die japanische Reederei Shin Nihonkai Ferry am 26. Juli 1979 nahm das Schiff im selben Monat den Fährbetrieb zwischen Otaru und Tsuruga auf. Das Schwesterschiff New Suzuran war bereits im Mai 1979 auf derselben Strecke in Dienst gestellt worden.
Nach einem Umbau 1982 blieb die New Yukari noch 14 weitere Jahre im Dienst vor der Küste Japans, ehe sie im Mai 1996 zusammen mit ihrem Schwesterschiff an die griechische ANEK Lines verkauft und in Kriti II umbenannt wurde. Nach fast ein Jahr andauernden Umbauarbeiten in Perama nahm das Schiff im Juni 1997 den Dienst zwischen Ancona, Igoumenitsa und Patras auf.
Im April 2001 lief die Kriti II von Triest anstelle von Ancona nach Igoumenitsa und Patras aus, ab 2002 war sie zwischen Piräus und Iraklio im Einsatz. Einen besonderen Einsatz hatte das Schiff im Juli 2006, als es unter Charter der schwedischen Regierung schwedische Bürger aus dem Libanon evakuierte.
Ab Oktober 2007 wurde die Kriti II für den Dienst zwischen Patras, Korfu, Igoumenitsa und Venedig genutzt, Korfu fiel ab Februar 2012 als Anlaufshafen weg. Von September bis Oktober 2013 war das Schiff kurzzeitig zwischen Piräus und Iraklio im Einsatz, ehe es ab Januar 2014 zwischen Piräus und Chania im Einsatz war. Von Juli bis September 2014 war die Kriti II aufgrund eines Maschinenschadens kurzzeitig in Perama aufgelegt, ehe sie in den Dienst zurückkehrte. Mittlerweile bedient das Schiff wieder die Strecke nach Iraklio. Sie wurde Ende März 2025 nach Aliaga überstellt, wo sie abgewrackt wurde.